# モーリス・シュヴァリエ
モーリス・シュヴァリエ（Maurice Chevalier, 1888年9月12日 - 1972年1月1日）は、フランス出身の俳優、歌手。表記は「モリス・シュヴァリエ」とも。フランス、アメリカをまたにかけて活躍した稀代のエンターテイナー。

## 生涯

### デビュー
パリの移民街であり、また貧しい地域でもあるベルヴィルあるいはメニルモンタン（パリ20区）のルトレ街（fr）界隈で生まれ、すぐに近隣ジュリアン＝ラクロワ街（fr）の二部屋のアパートに移った。父はアルコール依存症のため、母が毎日身を粉にして働いて家計を立てるという貧しい家庭に育つ。10歳のときにアクロバットの芸人としてデビューした後、カジノ・ド・トゥルネルに移って当時の有名俳優の物真似をしながら週給10フランを稼ぐ。
1904年にエデン・コールセンに出演して日給12フラン、さらにブリュッセルのスカラ座に移って日給20フランの芸人となる。1907年にエルドラドでアンリ・クリスティ作詞による最初のシャンソン「美少年」を歌う。1908年、フォリー・ベルジェールの舞台『びっくりさせられるワルツ』でミスタンゲットと共演したのがきっかけで、恋に落ち、その後、交際は10年近く続いた。1910年ごろから映画には端役として出る。

### 第一次世界大戦
1913年に徴兵猶予の期間が切れたので軍隊に入隊。翌1914年には『びっくりさせられるワルツ』の映画化でミスタンゲットと共演。しかし第一次世界大戦が勃発して、前線に動員されたが戦闘中に負傷し、捕虜として中央ドイツのアルテン=クラボウの捕虜収容所に収容される。

### スターに
大戦後はミュージック・ホールにカムバックし、もっぱら舞台中心に活躍、やがてその評判は遠く海外まで及び、フランスで最も有名な寄席芸人の一人となる。1926年、当時出演していたブーフ・パリジャンの踊り子イヴォンヌ・ヴァレと愛し合うようになり、この頃、シュヴァリエが神経衰弱に陥っていたのを彼女が看病していたこともあって、母の勧めで結婚する。1927年には夫婦で舞台共演したこともあった。

### ハリウッドデビュー
1928年に、シュヴァリエの魅力に目をつけたハリウッドに招かれ、1929年にリチャード・ウォーレスの『レビューの巴里っ子』、エルンスト・ルビッチの『ラヴ・パレード』に出演、パリジャンの洗練された身のこなしで大変な人気を呼ぶ。瞬く間に世界中で最も出演料の高いスターとなった。
その後もルビッチの『陽気な中尉さん』『君とひととき』『メリイ・ウィドウ』、ルーベン・マムーリアンの『今晩は愛して頂戴ナ』に出演、ジャネット・マクドナルドとの名コンビぶりを披露した。
1936年にジュリアン・デュヴィヴィエの『シュヴァリエの流行児』などフランス映画に出演、その一方でニタ・ラヤを相手役にカジノ・ド・パリに出演してシャンソンを歌い、また、エディット・ピアフをはじめ多くの若い才能のある歌手に活動の場を与えた。

### 第二次世界大戦後
第二次世界大戦後はルネ・クレールの『沈黙は金』に出演、1950年にはヴァリテ座の舞台に立って、芸歴50年に及ぶその集大成ともいうべきワンマン・ショーを開催、大成功を収める。
1957年から再びアメリカ映画にも出演。ビリー・ワイルダー監督のラブロマンスの傑作『昼下りの情事』では、ゲイリー・クーパー、オードリー・ヘプバーンらと主演。翌1958年のヴィンセント・ミネリのアカデミー作品賞受賞作のミュージカル『恋の手ほどき』に出演した。

### 引退
1959年にアカデミー名誉賞を受賞。1968年に、80歳の誕生日を迎えることから、パリのシャンゼリゼ一座で引退リサイタルを上演、パリ中の喝采を浴びたのを最後に、70年に及ぶ芸能生活に幕を閉じた。ディズニーのアニメーション映画「おしゃれキャット」の主題歌を歌ったのが、映画界での最後の仕事となった。その後はパリ郊外の別荘で静かな余生を送っていたが、1972年1月1日、83歳の天寿を全うし稀代のエンターテイナーは世を去った。

## 出演作品
| 公開年 | 邦題 原題                                        | 役名                                   | 備考       |
| ------ | ------------------------------------------------ | -------------------------------------- | ---------- |
| 1929   | レヴューの巴里っ子 Innocents of Paris            | モーリス                               |            |
| 1929   | ラヴ・パレード The Love Parade                   | アルフレッド・レナード伯爵             |            |
| 1930   | チゥインガム行進曲 The Big Pond                  | ピエール                               |            |
| 1930   | 巴里選手 The Playboy of Paris                    | アルバート                             |            |
| 1930   | パラマウント・オン・パレイド Paramount on Parade |                                        |            |
| 1931   | 陽気な中尉さん The Smiling Lieutenant            | ニコラス（ニキ）・フォン・プレイン中尉 |            |
| 1932   | 君とひととき One Hour with You                   | アンドレ・ベルティエ博士               |            |
| 1932   | 今晩愛して頂戴ナ Love Me Tonight                 | Maurice 'Baron' Courtelin              |            |
| 1933   | 坊やはお休み A Bedtime Story                     | ムッシュ・レネ                         |            |
| 1933   | 恋の手ほどき The Way to Love                     | フランシス                             |            |
| 1934   | メリィ・ウィドウ The Merry Widow                 | ダニロ                                 |            |
| 1935   | シュヴァリエの巴里っ子 Folies Bergère de Paris   | Eugene Charlier/Baron Fernand Cassini  |            |
| 1936   | シュヴァリエの放浪児 Le Vagabond bien-aimé       | Gaston de Nerac                        |            |
| 1936   | ジュヴァリエの流行児 L'Homme du jour             | Alfred Boulard/Maurice Chevalier       |            |
| 1947   | 沈黙は金 Le Silence est d'or                     | エミール・クレマン                     |            |
| 1949   | 王様 Le Roi                                      | 王                                     |            |
| 1957   | 昼下りの情事 Love in the Afternoon               | クロード・シャヴァス                   |            |
| 1958   | 恋の手ほどき Gigi                                | ラシュイユ氏                           |            |
| 1959   | 愛ふたたび Count Your Blessings                  | Duc de St. Cloud                       |            |
| 1960   | カンカン Can-Can                                 | Paul Barriere                          |            |
| 1960   | バラ色の森 A Breath of Scandal                   | フィリップ王子                         |            |
| 1960   | ペペ Pepe                                        | 本人                                   | カメオ出演 |
| 1960   | ブラック・タイツ 1-2-3-4 ou Les Collants noirs   | ナレーター                             | 声のみ     |
| 1961   | ファニー Fanny                                   | Panisse                                |            |
| 1962   | すてきなジェシカ Jessica                         | アントニオ                             |            |
| 1962   | 難破船 In Search of the Castaways                | ジャック                               |            |
| 1963   | パリが恋するとき A New Kind of Love              | 本人                                   |            |
| 1963   | 彼女は億万長者 I'd Rather Be Rich                | フィリップ                             |            |

## 受賞歴

### アカデミー賞

#### ノミネート
1929/30年 主演男優賞：『チゥインガム行進曲』『ラヴ・パレイド』

#### 受賞
1958年 名誉賞

### ゴールデングローブ賞

#### ノミネート
1958年 主演男優賞 (ミュージカル・コメディ部門)：『昼下りの情事』